# Dorcadion bolivari
Dorcadion bolivari là một loài bọ cánh cứng trong họ Cerambycidae.